# Tatsumi Kumashiro
Tatsumi Kumashiro (神代辰巳, Kumashiro Tatsumi) (24 avril 1927 - 24 février 1995) est un réalisateur japonais bien connu pour ses films Roman Porno primés de nombreuses fois et unanimement salués par la critique comme Sayuri, strip-teaseuse (一条さゆり 濡れた欲情, Ichijo Sayuri: Nureta yokujo) (1972) et La Femme aux cheveux rouges (en) (赫い髪の女, Akai kami no onna) (1979). On l'appelait « le réalisateur le plus constant dans le succès de toute l'histoire du cinéma japonais, ». Pour Allmovie, il est « indiscutablement le plus important réalisateur japonais des années 1970,. »

## Biographie

### Débuts
Kumashiro est né le 24 août 1927 à Saga, préfecture de Saga, Japon. Il est le premier garçon d'un pharmacien. Son père, maître de judo et descendant de samouraï applique une discipline stricte et est un fervent partisan de la philosophie guerrière de Yamamoto Tsunetomo telle que décrite dans l' Hagakure, le livre des samouraïs, ainsi que dans les exploits militaires japonais des années 1930 et 1940. Kumashiro se rebelle très tôt contre la tyrannie paternelle en se plongeant dans la pensée libérale, la littérature occidentale et le cinéma. Kumashiro intègre l'École de Médecine au cours de la Seconde Guerre mondiale afin de se soustraire à la conscription mais abandonne ces études dès que la guerre prend fin avec la défaite du Japon. Il étudie la littérature anglaise à l'université Waseda mais, décidant qu'il ne pouvait pas vivre décemment comme écrivain, il entre, en 1952, en tant qu'assistant-réalisateur aux studios Shōchiku puis migre chez Nikkatsu en 1955.
Kumashiro travaille en tant qu'assistant réalisateur et scénariste jusqu'à ce que la chance lui sourie enfin en lui donnant la possibilité de réaliser son premier film, Fan Life, en 1968. L'histoire est celle de la fille d'une stripteaseuse qui souhaite embrasser la même carrière que sa mère. L'actrice principale du film, Hatsue Tonooka, épousera Kumashiro un peu plus tard dans l'année. Leur mariage finit par un divorce au bout de quelques mois seulement. Le film reçoit des critiques élogieuses mais s'avère être un échec au box office. Nikkatsu met donc à nouveau la carrière de réalisateur de Kumashiro en sommeil.

### Le succès
En 1971, les studios Nikkatsu sont au bord de la faillite en raison du détournement de leurs spectateurs au profit de la télévision. Ils décident d'orienter leur production quasi exclusivement vers les films roses. Plusieurs réalisateurs, ne souhaitant pas travailler dans le film pornographique, quittent les studios laissant le champ libre à de nouveaux réalisateurs,.
Nikkatsu donne carte blanche aux réalisateurs de ses Roman Porno mais exige néanmoins un quota de quatre scènes de sexe ou de nudisme par heure de spectacle. C'est dans ses conditions, à l'âge de 44 ans, que Nakkutsu offre à Kumashiro sa seconde chance de réalisateur à part entière. Ses films tireront pleinement profit de la nouvelle politique indulgente de Nikkatsu en expérimentant les notions de temps et d'espace cinématographiques de façon quasi surréaliste. Son premier Roman porno, Wet Lips (濡れた唇, Nureta kuchibiru) (1972), histoire assez simpliste d'une prostituée et de son amant en fuite après avoir tué le souteneur, est un succès tant auprès des critiques que du box office et assoira la carrière de réalisateur de Kumashiro.
Son film suivant, Sayuri, strip-teaseuse (一条さゆり 濡れた欲情, Ichijo Sayuri: Nureta Yokujo) (1972) est à nouveau un succès auprès des critiques comme du public. La plus grande actrice pornographique de l'époque, Sayuri Ichijo, interprète le rôle-titre et gagne le prix Kinema Junpō de la Meilleure Actrice. Lors de la remise du prix de la Meilleure Réalisation et du Meilleur Scénario au cours de la même cérémonie, Kumashiro commente : « Si je peux filmer ce que je veux sans subir la pression de ce qu'il adviendra, je suis motivé. »
Au cours des 20 années qui suivirent, Kumashiro a réalisé une série de films lucratifs qui reçurent un accueil favorable auprès des critiques. Du jamais vu jusqu'alors dans l'histoire cinématographique du Japon, il réalise, seul, dix produits entre 1972 et 1973. Sa carrière prolifique et couronnée de succès lui vaut le titre de « Roi des Roman Porno de Nikkatsu, ». À l'opposé de maints cinéastes réputés comme Nagisa Oshima, qui introduisent parfois de la pornographie dans leur films, l'éditeur New Yorkais du journal cinématographique Film Quarterly, William Johnson, qualifie Kumashiro d'« indiscutable dispensateur de pornographie à l'écran dont les films présentent également 'un intérêt sérieux. ».
François Truffaut qualifie le film Derrière les parois de papier (四畳半襖の裏張り, Yojo-han fusuma no urabari) (1973) de « grand cinéma » ajoutant : « le jeu des acteurs est parfait et le film plein d'humour. L'esprit généreux de Jean Renoir habite la louange de la beauté féminine et la dérision de la stupidité masculine de ce film. ».
A Man and a Woman Behind the Fusuma Screen: Enduring Skin (四畳半襖の裏張り, Yojo-han fusuma no urabari: Shinobi hada), le film de Kumashiro paru en 1974 met en scène la Reine des Roman Porno de l'époque, Junko Miyashita (en). Le critique Tadao Satō interpelle cette production comme étant « film pornographique de maître riche en émotion, anarchie et nihilisme. »
Junko Miyashita remporte en 1979 le prix Hochi News de la meilleure actrice à la suite de sa prestation dans le film de Kumashiro intitulé La Femme aux cheveux rouges (en) (赫い髪の女, Akai kami no onna) (1979). Ce film a été qualifié d'« un des meilleurs films roses de Nikkatsu ».

### Décès de Kumashiro
Au cours des années 1980, alors que la vidéo pornographique draine la plupart des amateurs de Roman Porno, la santé de Kumashiro défaille. Il souffre d'une embolie pulmonaire en 1983 mais poursuit son travail jusqu'à son décès. Il réalise ses deux derniers films La Tristesse du bâton (棒の哀しみ, Bo no kanashimi) (1994) puis Immoral: Indecent Relations (インモラル･淫らな関係, Immoral: Midarana kankei) (1995) lorsqu'il est pris d'un malaise. Placé sous une tente à oxygène, il décède d'une défaillance cardio plumonaire aigüe le 24 février 1995.

## Filmographie partielle
Sauf indication contraire, la filmographie de Tatsumi Kumashiro est extraite de :
- (en) Filmography: Director Tatsumi Kumashiro (1927-1995) in A Woman with Red Hair : Un film de Tatsumi Kumashiro (2003), Kimstim Collection DVD; Nikkatsu, Kino Video, Kimstim, Inc. KS2012 ;
- « Tatsumi Kumashiro » (présentation), sur l'Internet Movie Database ;
- (ja) Tatsumi Kumashiro sur la Japanese Movie Database ;
- Weisser, Thomas & Yuko Mihara Weisser, Japanese Cinema Encyclopedia: The Sex Films, Miami, Vital Books : Asian Cult Cinema Publications, 1998, 637 p. (ISBN 978-1-889288-52-9 et 1-889288-52-7).

- 1968 : Kaburitsuki jinsei (かぶりつき人生?)
- 1972 : Wet Lips (濡れた唇, Nureta kuchibiru?)
- 1972 : Shiroi yubi no tawamure (白い指の戯れ?)
- 1972 : Sayuri, strip-teaseuse (一条さゆり 濡れた欲情, Ichijo Sayuri: Nureta yokujo?)
- 1973 : Les Amants mouillés (恋人たちは濡れた, Koibito-tachi wa nureta?)[20]
- 1973 : L'Enfer des femmes, forêt humide (女地獄 森は濡れた, Onna jigoku: Mori wa nureta?)[21]
- 1973 : Yakuza kannon: Iro jingi (やくざ観音 情女仁義?)
- 1973 : Derrière les parois de papier[22] ou Derrière le rideau de Fusama[23] (四畳半襖の裏張り, Yojō-han fusuma no urabari?)
- 1974 : Nureta yokujo: Tokudashi 21-nin (濡れた欲情 特出し２１人?)
- 1974 : Yojō-han fusuma no urabari: Shinobi hada (四畳半襖の裏張り しのび肌?)
- 1974 : Kagi (鍵?)
- 1974 : Seishun no satetsu (青春の蹉跌?)
- 1974 : Rue de la joie (赤線玉の井 ぬけられます, Akasen tamanoi: Nukeraremasu?)[24]
- 1974 : Yoimachigusa (宵待草, Yoi-machi-gusa?)
- 1975 : Kushi no hi (櫛の火?)
- 1975 : Africa no hikari (アフリカの光?)
- 1975 : L'Extase de la rose noire (黒薔薇昇天, Kurobara shōten?)[25],[26]
- 1975 : Nureta yokujo: Hirake! Tulip (濡れた欲情 ひらけ！チューリップ?)
- 1977 : Monzetsu donden gaeshi (悶絶！！どんでん返し?)
- 1977 : Dannoura yomakura kassenki (壇の浦夜枕合戦記?)
- 1979 : La Femme aux cheveux rouges (en) (赫い髪の女, Akai kami no onna?)[27],[28]
- 1979 : Jigoku (地獄?)
- 1979 : Tooi ashita (遠い明日?)
- 1980 : Shōjo shofu: Kemonomichi (少女娼婦 けものみち?)
- 1980 : Kairaku gakuen: Kinjirareta asobi (快楽学園 禁じられた遊び?)
- 1980 : Mr- Mrs- Ms- Lonely (ミスター・ミセス・ミス・ロンリー?)
- 1981 : A! Onnatachi: Waika alias Oh! Women: A Dirty Song (嗚呼！おんなたち 猥歌?)
- 1982 : Akai boshi no onna (赤い帽子の女?)
- 1983 : La Rivière du retour (もどり川, Modori-gawa?)
- 1984 : Mika madoka: Yubi wo nurasu onna (美加マドカ 指を濡らす女?)
- 1985 : Koibumi (恋文?)
- 1986 : Rikon shinai onna (離婚しない女?)
- 1987 : Bedtime Eyes (ベッドタイムアイズ, Beddo taimu aizu?)
- 1988 : Kamu onna (噛む女?)
- 1994 : La Tristesse du bâton (棒の哀しみ, Bō no kanashimi?)[29]
- 1995 : Immoral: Midarana kankei (インモラル･淫らな関係?)

## Distinctions

### Récompenses
- 1973 : prix Kinema Junpō du meilleur scénario pour Sayuri, strip-teaseuse et Shiroi yubi no tawamure[30],[31]
- 1986 : prix spécial pour sa carrière au Festival du film de Yokohama
- 1995 : prix Blue Ribbon du meilleur réalisateur et du meilleur scénario pour La Tristesse du bâton[32],[33]
- 1995 : Prix Mainichi de la meilleure réalisation pour La Tristesse du bâton[34]
- 1996 : prix spécial pour l'ensemble de sa carrière aux Japan Academy Prize[35]

### Nominations
- 1980 : prix du meilleur réalisateur pour La Femme aux cheveux rouges (en) aux Japan Academy Prize[36]